# Sandrine Corman

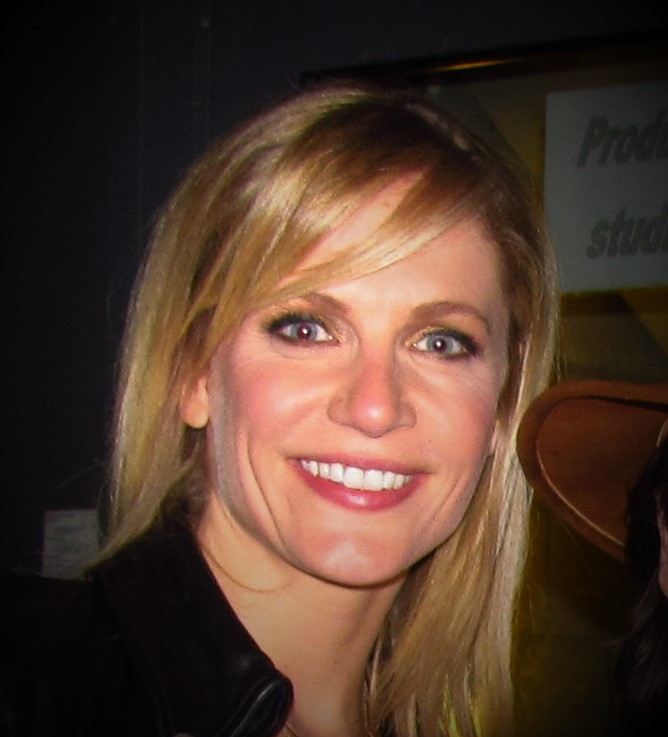
Sandrine Corman in 2012

Sandrine Corman (Verviers, 12 april 1980) is een Waals model en tv-presentatrice bij RTL TVI. Ze werd, als 16-jarige, eind 1996 verkozen tot Miss België van het jaar 1997. Daarna werd ze een van de populairste tv-presentatrices in Wallonië. Ook op M6 in Frankrijk is ze te zien, en ze doet ook aan theater. Met haar ex-man model Xavier Fiems heeft ze een zoon, en ze woont samen met een vriend.

## Uitzendingen
- X Factor
- Clip Party
- Ca vous fait rire
- 24h de Francorchamps
- Bêtisier
- Les ballades de Sandrine
- Mister Belgium
- Si c'était vous
- Télévie.

- Gemeinsame Normdatei: 1165880849
- Virtual International Authority File: 3555153596635251900008